# Ciliau Aeron
Ciliau Aeron est un village et une communauté du Ceredigion, au pays de Galles.

## Géographie
Il est situé dans le sud du comté, à 7 kilomètres au sud-est de la ville d'Aberaeron, dans la vallée de l'Aeron (en).
Outre Ciliau Aeron même, la communauté comprend les villages de Cilcennin (en) et Newbridge (en).

## Démographie
Au recensement de 2011, la communauté de Ciliau Aeron comptait 929 habitants.